# Cavalcata dell'Assunta

Un'immagine del palio di Fermo

La Cavalcata dell'Assunta Essa si tiene ogni anno a Fermo per celebrare la devozione della città alla patrona Santa Maria Vergine Assunta in cielo.

## Le fonti
Il culto della Vergine Maria ha origini remote: già nel V secolo sorgeva sul Girfalco la prima cattedrale dedicata all'Assunta, chiamata "Santa Maria in Castello". Inoltre, i primi documenti scritti che fanno riferimento alle celebrazioni dedicate alla Vergine Maria, patrona della città di Fermo e della diocesi, risalgono già all'anno Mille: in un documento datato 1182, si legge che i castelli asserviti a Fermo, Monterubbiano, Cuccure e Montotto, ribadivano il loro impegno a portare a Fermo un Palio ogni anno, in occasione delle festività dedicate alla Vergine Assunta in cielo. In testa alla sfilata vi era Castel San Giorgio (Porto San Giorgio) per il suo ruolo chiave nella difesa di Fermo. La Cavalcata aveva dunque una valenza non solo religiosa ma al tempo stesso politica.
In seguito all'alternarsi di periodi di decadenza e di fastosità, la Cavalcata fu abolita da Napoleone nel 1808 per poi essere ripristinata dopo il Congresso di Vienna. Fu definitivamente interrotta nel 1860 con la venuta dei piemontesi. Il recupero dell'edizione moderna ha inizio sotto il mandato del Sindaco Fabrizio Emiliani, nel 1982, su proposta dell'assessore Fabio Maggiori. Il primo Palio dell'edizione moderna fu vinto dalla contrada Pila con il priore Umberto Montanini e con il fantino Rosita Quintili.
Come si legge nella pagina miniata, la Cavalcata era il Corteo processionale che aveva luogo la sera del 14 agosto, vigilia della festa. Esso partiva dalla Chiesa di Santa Lucia, nella parte occidentale della città, per poi risalire lungo il Corso, sostare in Piazza Grande e giungere infine alla Cattedrale per offrire ceri e doni alla Patrona, come da tradizione. La Cavalcata, oltre a costituire una testimonianza del culto per l'Assunta, aveva anche lo scopo di dimostrare il fasto e la potenza dell'antico stato fermano, che in occasione di queste celebrazioni riscuoteva la maggior parte dei canoni e dei tributi.

### La pagina miniata
Il Messale de Firmonibus, ora conservato al Museo Diocesano dell'Arcidiocesi di Fermo, è un codice membranaceo del XV secolo di Giovanni Ugolino da Milano il quale, nel 1436, appose la sua firma e la data. Fu commissionato da Giovanni de Firmonibus, vescovo e principe di Fermo.
L'importanza del codice manoscritto in relazione alla Cavalcata, è legato alla c.296v che ospita la messa dell'Assunzione della Beata Vergine, alla quale è dedicato il Duomo di Fermo.
Nella fascia inferiore, su fondo oro, viene raffigurato il corteo. Un gruppo di bambini intenti a giocare precede il gruppo. La sfilata vera e propria si apre con un suonatore di tamburo e uno di piva, avanzano poi a cavallo due suonatori di chiarine della municipalità e due suonatori di pifferi. Segue un gruppo di quattro uomini che regge la giardiniera con fiori e nastri, e alcuni uomini dell'antica Porto San Giorgio che conducono sulle spalle una barca a vela. A chiusura del corteo dei personaggi ben vestiti e sovrastati dagli stendardi.

### Gli «Statvta Firmanorvm»
Gli «Statvta Firmanorvm» risalgono al 1382-83, anni in cui essi vengono approvati dal Comune. Questa raccolta di norme che regolano la vita della città arriva sino a noi grazie a due edizioni, una risalente al 1507, l'altra al 1589. In esse si leggono il complesso delle disposizioni legali e l'organizzazione del Comune Fermano in epoca medievale.
In modo particolare, in entrambe le edizioni, nel capitolo "La venerazione della Festa di Santa Maria nel mese di agosto", vengono descritte le modalità in cui doveva svolgersi la festività.
Il Consiglio Generale (o Consiglio dei Trecento del popolo), era costituito da 208 consiglieri eletti direttamente dal popolo ed appartenenti a tutte le classi sociali. A sua volta il Consiglio Generale sceglieva un massimo di 150 consiglieri (di estrazione non nobiliare, di età non inferiore ai 25 anni e di reddito minimo di 50 libbre) che andassero a comporre il Consiglio Speciale o di Cernita. Inoltre lo stesso eleggeva tra i suoi componenti le autorità comunali che rimanevano in carica per una durata di 6 mesi.

### La tovaglia policroma
La Tovaglia policroma, conosciuta anche come Tovaglia delle Benedettine, è uno dei tesori più prestigiosi conservato nel Duomo di Fermo. Essa rievoca la Cavalcata dell'Assunta ed è ispirata dal "Messale de Firmonibus".
Viene esposta ogni anno all'altare maggiore della Cattedrale, dal 1º agosto, per tre settimane circa (fino alla seconda domenica dopo la festa liturgica di San Savino, patrono di Fermo, che ricorre il sabato successivo il 15 agosto). La visione è gratuita, secondo gli orari di apertura della cattedrale.
La sua nascita risale al 1917 quando, le Benedettine di Fermo, su disegno del pittore fermano Francesco Federici, cucirono e ricamarono, in seta ed oro, questo prezioso manufatto: cinque metri di lunghezza per ottanta centimetri di altezza. Lavoro certosino realizzato per incorniciare ed impreziosire l'altare.
In questo periodo, in piena guerra mondiale, la Cavalcata venne interrotta ma, in ricordo venne realizzata un'iscrizione significativa: "Affinché non perisca la memoria, Federici disegnò e dipinse, le monache dell'ordine di S. Benedetto del monastero di Fermo ricamarono, il canonico Venturini predispose e dedicò alla Regina della Pace, sconvolto il mondo intero dalle armi devastatrici". Oggi, la Tovaglia viene esposta sull'Altare Maggiore del Duomo di Fermo durante il mese di agosto.
Oltre al bianco e al grigio perla, colori utilizzati per dare profondità alle immagini, sono presenti otto sfumature per ogni colore e, per questo motivo, la tecnica adoperata è denominata "punto pittura". La base della tovaglia è in tessuto povero e per renderlo trasparente è stato stramato in trama e ordito. Il ricamo realizzato necessita di un fondo apposito in quanto è composto oltre che da cotone e seta, anche da fili metallici, fili d'oro, perline e pailletes.
La tovaglia narra, iconograficamente, la devozione del popolo fermano alla Vergine Maria Assunta in cielo, cui è dedicato il Palio. I personaggi principali illustrati sono il centurione, che spicca grazie al suo mantello rosso, il tamburino ed un cavallo. Tutti hanno motivi in argento e le fibbie delle calzature sono realizzate con fili di metallo.
A destra della tovaglia salta subito all'occhio una barca, sulla cui vela si può notare la "M" simbolo di Maria Immacolata, con una corona in alto ed una mezzaluna in basso. Sull'estremità sinistra, in alto, è presente lo stemma di Papa Benedetto XV, Giacomo Della Chiesa, che raffigura un'aquila che protegge una chiesa. Sull'estremità destra, in alto, troviamo lo stemma dell'Arcivescovo di Fermo, Carlo Castelli, che rappresenta un castello con il motto "Turris fortissima nomen Domini".
Il 22 luglio 2017, sono stati festeggiati i 100 anni dalla realizzazione della tovaglia policroma, un evento identificativo dell'esistenza della Cavalcata dell'Assunta nella storia. Per l'occasione, il capolavoro è stato esposto, gratuitamente, nel museo diocesano per poter essere mostrato e visitato da tutti, cittadini e turisti.

## Storia

### Nel XVI secolo e XVII secolo
Gli anni della prima metà del XVI secolo furono travagliati per la Città, per cui la stessa Cavalcata ebbe uno svolgimento irregolare. Venne sospesa nel 1525-28 a causa della peste; poi nuovamente dal 1537 al 1547 per restrizioni economiche. Verso la Metà del secolo il territorio fermano si sottomise definitivamente allo Stato della Chiesa e da questo momento la festa dell'Assunta tornò a celebrarsi con una certa regolarità.
Nel corso degli anni seguenti la processione andò incontro a molteplici modifiche. Nel 1638 per volere del vicegovernatore monsignor Andrea Conti venne pubblicato un bando con l'ordine di sfilata della Cavalcata. Il tentativo era quello di dare nuovo impulso alla celebrazione mediante il richiamo al rispetto degli Statuti. Inoltre si ha premura di sottolineare l'importanza di tenere le strade (lungo il percorso processionale) in buono stato; si invita a mettere tappeti alle finestre e disporre di personale affinché tutti sfilino senza confusione. Infine viene descritto l'ordine con cui la Cavalcata deve camminare da Santa Lucia alla Cattedrale.
Nel 1672 verrà stampato un altro "Ordine con che deve camminare la Cavalcata" con un elenco dettagliato delle categorie di persone e autorità che prendevano parte alla processione. Questo perché alla fine del secolo nascono nuovi mestieri, modificando le Corporazioni individuate dagli Statuti.  A seguire l'elenco delle corporazioni vengono elencati i quarantotto castelli che formavano il contado della città. Il Porto di Fermo (Porto San Giorgio) sfilava a parte rispetto agli altri castelli, poiché aveva stipulato una convenzione speciale. Quest'ultimo bando risulta importante non solo per la presenza di nuovi personaggi, ma anche perché per la prima volta compaiono le contrade rappresentate dai Gonfalonieri che avevano il compito di difendere la città. Questi erano preceduti dai loro rispettivi alfieri che portavano il gonfalone. Le contrade vengono citate nel seguente ordine: Castello, Pila, San Martino, Fiorenza, San Bartolomeo e Campolege.

### Nel XVIII secolo
Al di là di piccole differenze, dai due documenti del 1730 (ristampa del manifesto del 1638) e del 1733 risulta che alla Cavalcata partecipano gli stessi castelli, le medesime autorità ed uguali personaggi.
Nel 1767 e nel 1782 medianti altri due bandi, vennero introdotte diverse novità, tra queste l'aggiunta di nuove categorie artigiane e la spiegazioni del ruolo del Porto di Fermo. Inoltre nel 1782 scomparvero i Gonfalonieri di Contrada, soppressi da papa Clemente XII il quale affidò la difesa della città a milizie moderne.
Per l'anno 1785 una cronaca offre indicazioni a proposito della giornata del 15 agosto che sembrerebbe così scandita: alla mattina il solenne Pontificale al Duomo con la partecipazione dei notabili della città e del contado; al termine della celebrazione aveva inizio la Cavalcata che si concludeva nel pomeriggio. Concluso tutto il cerimoniale, i notabili partecipavano al pranzo offerto dal comune, mentre gli artigiani assistevano alla messa speciale, la "messa dei bifolchi".

### Nel periodo Napoleonico
Con la proclamazione, nel 1798, della Repubblica Romana da parte di Napoleone, lo Stato della Chiesa venne suddiviso in otto dipartimenti, tre nella Marca: Metauro, Musone e Tronto. Fermo era a capo di quest'ultimo.
In quel periodo, la Cavalcata venne sospesa per qualche anno ma già nell'agosto del 1799 il generale De La Hoz con un'ordinanza sollecitò i Priori a riprendere i festeggiamenti in onore della Vergine Assunta. La manifestazione della Cavalcata al contrario verrà ripresa nel 1801 e portata avanti solo per qualche anno. Infatti il 2 aprile 1808 Napoleone, una volta riconquistata Roma, decretò l'annessione delle province della Marca al Regno d'Italia e tornò la suddivisione in tre dipartimenti. Come conseguenza furono abolite tutte le precedenti strutture politico-amministrative comprese il Consiglio di Cernita, il Consiglio Generale, i Priori. La Cavalcata venne sospesa durante tutto il periodo del dominio napoleonico.

### Dopo Napoleone e l'Unità d'Italia
Dopo la caduta di Napoleone, Fermo fu nuovamente occupata dalle truppe austriache, fino alla restaurazione dello Stato Pontificio. Il nuovo delegato apostolico, Vincenzo Colpaietro cercò di ripristinare le vecchie tradizioni, compresa la partecipazione dei castelli anche se Fermo non era più città capofila del contado e non esisteva più l'obbligo dell'annuale atto di deferenza. I castelli non torneranno più sotto la giurisdizione fermana e scompariranno dal corteo con l'editto motu proprio del 6 luglio 1816 emanato da papa Pio VII.
La Cavalcata dell'Assunta tornò ad essere celebrata con il medesimo svolgimento dei secoli precedenti.
Un proclama del 1822 illustra il programma della festa articolata in due giornate. Il 14 di agosto era prevista la recita dei Vespri con la banda militare e l'illuminazione della città; il mattino del 15 agosto veniva celebrato il solenne Pontificale con omelia, al termine del quale sfilava la Cavalcata dell'Assunta. I festeggiamenti continuavano la sera con la corsa equestre, l'innalzamento di un globo aerostatico, fuochi d'artificio e uno spettacolo al Teatro dell'Aquila. Questo programma resterà in uso anche durante i secoli XIX e XX.
Nel 1826 venne aggiornato l'ordine di sfilata per rendere più ordinato il corteo.
In questi anni, nonostante l'impegno finanziario messo in atto dal comune, la Cavalcata non riscuoteva più il medesimo successo degli anni precedenti. In un resoconto del 1860 viene descritta come una celebrazione oramai di scarso interesse. Motivo per il quale venne sospesa nel 1861, anche per il clima teso post-unitario. Nel manifesto del 1862 vengono segnalate solo iniziative di carattere laico, non vengono quindi citate né la processione religiosa della Cavalcata né la messa solenne del 15 agosto.
Nel 1874 una petizione, firmata tra una trentina di artigiani, e l'anno seguente un proclama firmato da sei deputati, proponevano di riprendere la Cavalcata dopo circa quindici anni di interruzione. Così la Cavalcata venne ripristinata come manifestazione prettamente religiosa con la partecipazione della sola componente popolare rappresentata dalle varie categorie artigiane.
Nel 1889 ebbe nuovamente termine in quanto non si riformò il comitato promotore. Per rivedere la Cavalcata, secondo la tradizione, bisognerà aspettare il 1897.
Nel settembre 1896 si formò un comitato con l'intento di raccogliere fondi per la festa dell'Assunta e per la realizzazione della storica Cavalcata con costumi del XVI secolo. Il tentativo vide la partecipazione dello stretto necessario: le Arti, le autorità minime indispensabili, i doni da offrire alla Beata Vergine ma mancavano i giusti agganci con la storia. Questa edizione in costume fu l'ultima, il comitato promotore non si ricostituì anche se la festa della Vergine Assunta continuò ad essere celebrata.

### Novecento
Nei primi anni del Novecento si continuò a celebrare la festa secondo le modalità del secolo precedente, però senza la tradizionale processione. Il programma prevedeva, oltre alle funzioni religiosi con orchestra e cori, anche numerosi spettacoli di bande musicali, tombola, globi aerostatici, fuochi d'artificio e corsa equestre, senza gli spettacoli al Teatro dell'Aquila.
Nel 1907 venne riorganizzata nel solito modo e l'anno successiva la Commissione emanò alcune direttive per un corteo più sobrio e precisi ordini ai Capitani delle Arti. Nel 1909 la Cavalcata era nuovamente scomparsa dal programma dei festeggiamenti. Dopo qualche anno scoppiò la guerra e la tradizionale festa non venne più celebrata, fatta eccezione per le funzioni religiose, comunque in tono minore fino al 1923 quando si riavranno festeggiamenti degni di nota. Gli unici elementi che si rifacevano all'antichità erano il tragitto da Santa Lucia al Duomo e l'offerta di un cero simbolico. Questo fu l'ultimo tentativo di ridare vita alla Cavalcata prima dell'edizione moderna.

## Le dieci Contrade

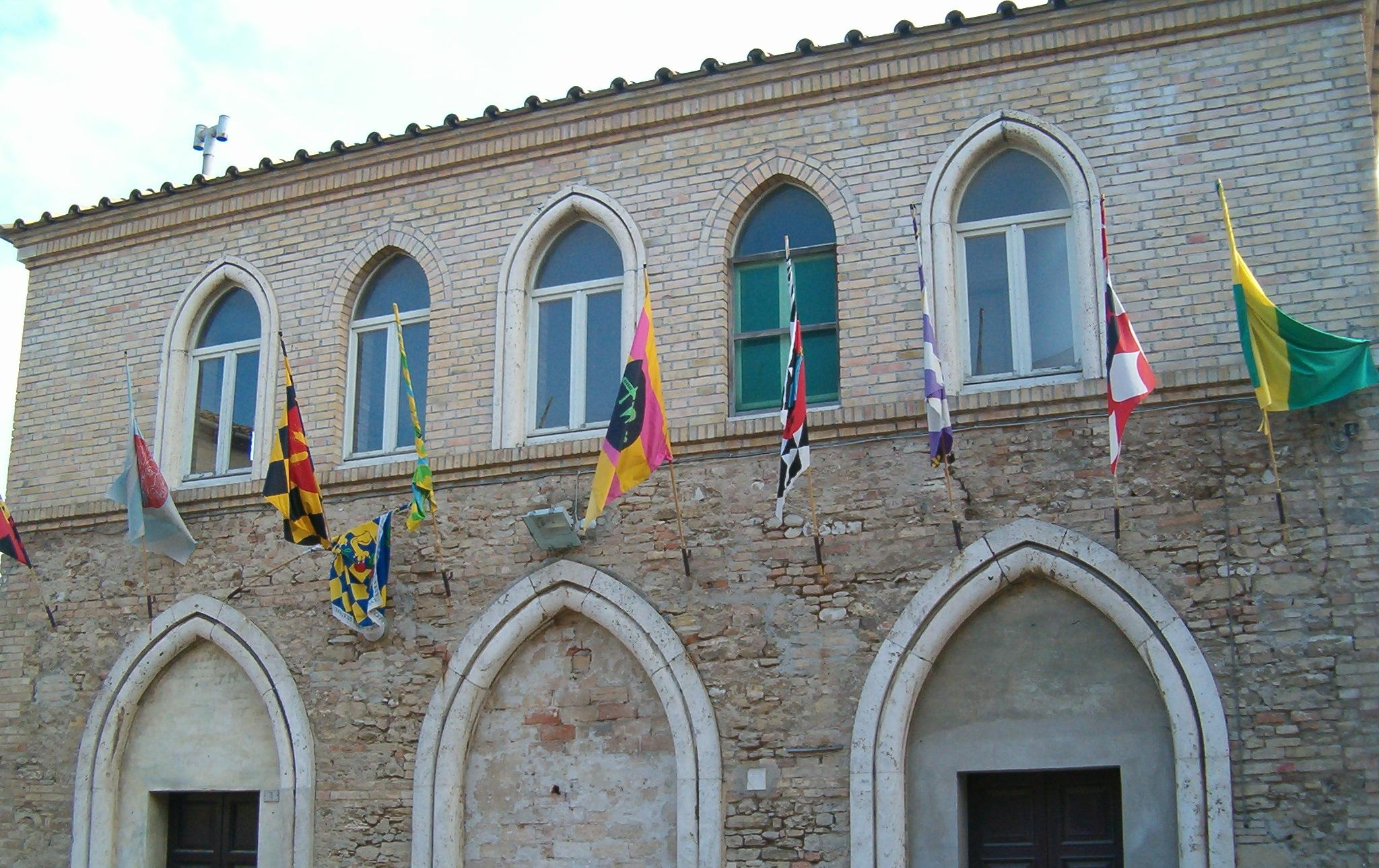
Bandiere delle contrade fermane a Torre di Palme

Il territorio fermano è composto da dieci Contrade che si dividono in due sottogruppi. Alle sei contrade "storiche" della città di Fermo, se ne sono infatti aggiunte altre quattro, dette 'foranee', ovvero i cui territori si trovano al di fuori delle mura del centro storico. Di queste ultime, due (Torre di Palme e Capodarco) sono definite Castelli, due sono invece dette Ville (Campiglione e Molini Girola)

### Contrade storiche
- San Martino (I) Stemma: San Martino con mantello e spada. Colori: bianco, nero e blu a triangoli. Lo stemma ricorda il santo a cui era dedicata l'antica chiesa omonima nel Palazzo dei Priori.
- Pila (II) Stemma: mascherone di fontana. Colori: bianco e azzurro a righe ondulate. Ripete il nome della Collegiata di San Michele Arcangelo, anticamente S. Angelo in contrada Pila. Il mascherone appare nelle fontane di Fermo: Fonte Lelia (1286), Fallera (1309), ecc.
- Fiorenza (III) Stemma: giglio di Firenze. Colori: bianco e viola a strisce diagonali. È lo stemma di Firenze a cui Fermo era legata per aver avuto podestà fiorentini, accolto esuli fiorentini ed aiutato Firenze nella guerra contro Pisa (1405/6)
- San Bartolomeo (IV) Stemma: monogramma S.B., due frecce incrociate e piccolo diadema. Colori: rosso e nero a righe diagonali. A San Bartolomeo era dedicata sin dal 1192 la chiesa detta ora della Pietà. Si ispira a stemma analogo alla base di colonne nel Loggiato di San Rocco.
- Castello (V) Stemma: leone e ramo di cotogno. Colori: giallo e blu a scacchi. Lo stemma ripete quello degli Sforza che dominarono Fermo dal 1433 al 1446, anno in cui fu distrutto il Castello o Rocca da cui signoreggiavano la Marca.
- Campolege (VI) Stemma: gladio e biscia dei Visconti. Colori: giallo e rosso-viola. Il gladio ricorda il campus  delle legioni romane; la biscia ricorda Giovanni Visconti da Oleggio, signore di Fermo dal 1360 al 1366.

Tra parentesi, la numerazione delle Contrade si trova sulle pianchette di terracotta visibili sui portoni delle abitazioni nel centro storico della città.

### Contrade foranee
- Capodarco Stemma: arco con freccia accoccata e due stelle laterali. Colori: bianco e rosso. Lo stemma vuol significare la vigile difesa della città da parte della frazione, avamposto verso il mare.
- Torre di Palme Stemma: torre su due rocche sovrapposte, ai lati due palme. Colori: giallo e verde oliva a righe verticali. Ricorda l'antico castello di Torre di Palme con la celebre città di Palma citata anche da Plinio (Nat. Hist. III, 5)
- Campiglione Stemma: tre spighe legate da nastro. Colori: giallo e nero a losanghe. Lo stemma simboleggia la civiltà rurale della zona.
- Molini Girola Stemma: mulino ad acqua con ruota a pale. Colori: celeste e verde. Ricorda gli antichi mulini del Tenna e l'omonima vallata.

## Investitura dei Priori

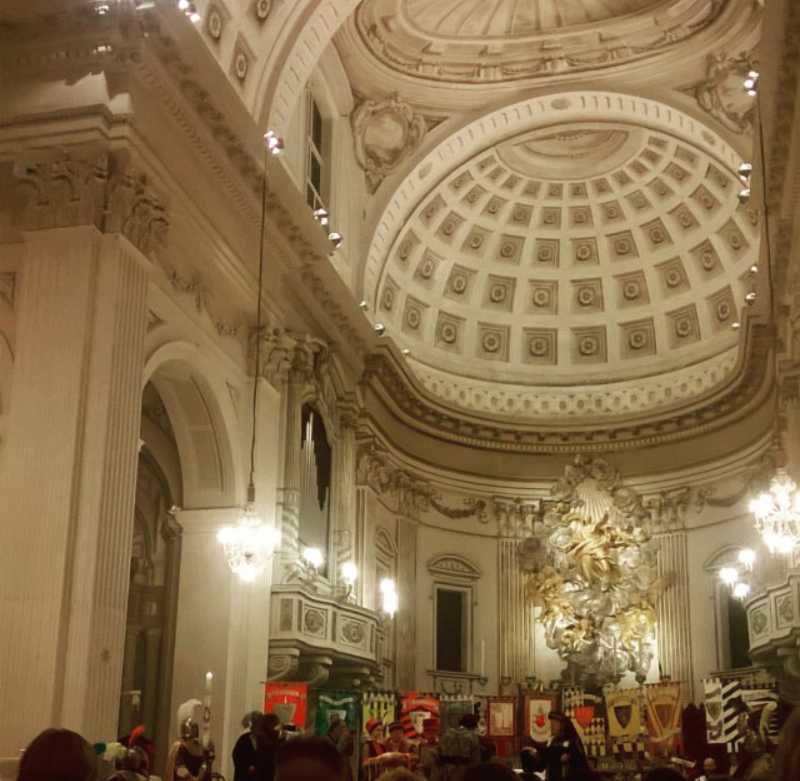

Fino al 2015, l'Investitura dei dieci Priori delle Contrade si è tenuta ogni anno in Piazza del Popolo come manifestazione collaterale alla solenne sfilata del 14 agosto e alla corsa del 15.
Si è in seguito stabilito di fissare la celebrazione in una data distante dal giorno dalla Cavalcata dell'Assunta, e di trasferirla nella Cattedrale del Duomo di Fermo al fine di conferire maggiore solennità alla cerimonia. Dopo una breve interruzione nel 2017, anno in cui la benedizione e l'Investitura si sono svolte nella Chiesa di San Domenico (a causa dell'inagibilità della Cattedrale dovuta agli eventi sismici del 2016), essa torna dal 2018 nel luogo originariamente designato.
La cerimonia, officiata da Don Michele Rogante, delegato dell'Arcidiocesi presso il Consiglio di Cernita, si tiene oggi in occasione della Pentecoste, a simboleggiare la discesa dello Spirito Santo sui Priori delle dieci Contrade. Investiti del potere sulle singole contrade e incaricati a svolgere il loro compito con saggezza e a guidare la propria contrada, essi si impegnano a fare del proprio mandato un'occasione di crescita per tutti. Durante l'Investitura è infatti compito del Priore della contrada vincitrice della Corsa al Palio dell'anno precedente pronunciare il giuramento, valido per i dieci Priori. Inoltre, nel corso della cerimonia, il Podestà consegna ai Priori il medaglione che conferisce loro il potere sulla contrada. Contestualmente, viene consegnato il gonfalone, vessillo di ogni contrada, ad ognuno dei dieci gonfalonieri.

## Lettura del bando
Presso il Castello di Torre di Palme, alla presenza dei figuranti principali di ognuna delle dieci contrade e della Cernita, avviene la lettura del bando, di seguito riportato:

## Arrivo del Palio
L'Arrivo del Palio è un'antica cerimonia che nasce contestualmente alla rievocazione.
Attualmente il "Palio", ovvero il premio per la corsa dei cavalli, fa il suo trionfale ingresso in una delle Porte della Città, portato da uno degli storici Castelli e successivamente presentato in Piazza del Popolo. Esso viene realizzato ogni anno da un artista che rimane segreto fino alla sua consegna al vincitore.
Storicamente vi erano tre differenti premi per i primi tre classificati che venivano acquistati dal Comune ed esposti in Cattedrale: il "Palio", la "Stora" ed una spada. Il "Palio" era il premio destinato al vincitore della corsa dei cavalli e, consisteva in un drappo di stoffa pregiata, solitamente velluto, damasco o raso, di circa 15 braccia di lunghezza. La "Stora" era il premio per il secondo classificato, dello stesso tessuto del "Palio" ma di dimensioni inferiori, di circa 5 braccia. Infine il terzo premio consisteva in una spada, che venne abolito già dalla metà del XVII secolo.
La cerimonia era accompagnata dagli spari di mortaretti.

## I Pittori dei Palii
Il Palio era un drappo di stoffa pregiata che rimaneva in possesso del proprietario del cavallo vincente. Un premio ambito, la stoffa infatti sarebbe servita per confezionare vestiti.  Per tutto il '300 e '400 il colore più in voga era il rosso, in tutte le sue gradazioni, seguendo sia una moda dell'epoca che motivazioni di carattere allegorico-simbolico, poiché indicava vigore, forza, vitalità ed era particolarmente usato in araldica. Dal 1508 si trova attestazione dell'uso di stoffa damascata di color turchino. Mentre dal 1568 si introdusse il colore verde. Negli anni seguenti poi il rosso si alterna con il verde.
Il premio veniva esposto al pubblico nella Cattedrale, con festa e manifestazioni il primo agosto. Per essere ben visibile, il palio veniva innalzato su aste di legno. Non si hanno descrizioni o immagini dettagliate del palio a Fermo ma è possibile darne una ricostruzione anche confrontando altri drappi dell'Italia comunale. Nella sommità aveva una banda di zendado di color vermiglio su cui venivano dipinti gli stemmi del Comune e probabilmente quelli del Podestà e del Capitano del Popolo in carica fino al 1550, dopo di che quelli del Comune e del Governatore pontificio che forniva anche il denaro per la stoffa; a contornare una frangia di filo dorato di altezza sconosciuto.

## Tratta dei Barberi
La tratta dei barberi è una cerimonia, al centro di Piazza del Popolo, che ogni anno regala forti emozioni a ciascuna Contrada, che ripone le speranze nel mezzosangue attribuitogli dalla sorte.
Dopo aver selezionato cavalli e fantini di dieci scuderie tramite sorteggio, alla presenza dei Priori, dei Gonfalonieri, delle Dame di Contrada, dei contradaioli e del Consiglio di Cernita, vengono estratti a sorte e successivamente abbinati ai "bàrberi" alle Contrade. Nello stesso frangente, la Dama appone il fiocco con i colori della Contrada al cavallo, mentre il Priore consegna la giubba al fantino.

## Albo d'oro
| Anno | Contrada vincitrice                          | Fantino                                      | Cavallo                                      |
| ---- | -------------------------------------------- | -------------------------------------------- | -------------------------------------------- |
| 2025 | Molini Girola                                | Sandro Gessa                                 | Chilivanesu                                  |
| 2024 | Torre di Palme                               | Stefano Raimondo Saiu                        | Coram Lathe                                  |
| 2023 | Pila                                         | Alessandro Fiori                             | Diamante Prezioso                            |
| 2022 | Campiglione                                  | Alberto Ricceri (Salasso)                    | Zamura                                       |
| 2021 | Molini Girola                                | Alessio "Girolamo" Migheli                   | Viki Fortuna                                 |
| 2020 | Annullato a causa della Pandemia di Covid-19 | Annullato a causa della Pandemia di Covid-19 | Annullato a causa della Pandemia di Covid-19 |
| 2019 | Torre di Palme                               | Gavino Sanna                                 | Zenia Zoe                                    |
| 2018 | Fiorenza                                     | Salvatore Blanco                             | Calliope da Clodia                           |
| 2017 | Castello                                     | Adrian Topalli                               | Briccona da Clodia                           |
| 2016 | Fiorenza                                     | Simone Mereu                                 | Freezer                                      |
| 2015 | Capodarco                                    | Silvano Mulas                                | Il Nonno                                     |
| 2014 | Campiglione                                  | Cristiano Di Stasio                          | Mistero                                      |
| 2013 | Castello                                     | Andrea Collabolletta                         | Zeus                                         |
| 2012 | Campolege                                    | Angelo Cucinella                             | Central Park                                 |
| 2011 | Fiorenza                                     | Giulio Chioffi                               | Sir Franco                                   |
| 2010 | Molini Girola                                | Alberto Antinori                             | Ultimo                                       |
| 2009 | Capodarco                                    | Antonio Radichella                           | Teocrito                                     |
| 2008 | Campolege                                    | Michele Santoro                              | Tissà                                        |
| 2007 | Campolege                                    | Giovanni Formica                             | Giorgione                                    |
| 2006 | Campiglione                                  | Stefano Lobina                               | Skanderbeg                                   |
| 2005 | Fiorenza                                     | Stefano Mattù                                | Bello di Notte                               |
| 2004 | San Bartolomeo                               | Sergio Costantini                            | Donatello II                                 |
| 2003 | Torre di Palme                               | Giacomo Sandroni                             | Drago                                        |
| 2002 | San Martino                                  | Angelo Cucinella                             | Relative Jours                               |
| 2001 | San Martino                                  | Stefano Lobina                               | Boldrous                                     |
| 2000 | Torre di Palme                               | Gianluca Concetti                            | Chen Damy                                    |
| 1999 | Campiglione                                  | Karim Mechergui                              | Love Lady                                    |
| 1998 | Torre di Palme                               | Sergio Costantini                            | Silver Ground                                |
| 1997 | Campolege                                    | Gianluca Concetti                            | Cerro da Romano                              |
| 1996 | San Bartolomeo                               | Roberto Cognigni                             | Double Speed                                 |
| 1995 | San Bartolomeo                               | Roberto Cognigni                             | Green Storm                                  |
| 1994 | San Bartolomeo                               | Sergio Costantini                            | Caomet                                       |
| 1993 | Campiglione                                  | Gianluca Concetti                            | Borgo Franco                                 |
| 1992 | Torre di Palme                               | Gianluca Concetti                            | Donatello                                    |
| 1991 | Capodarco                                    | Massimo Vita                                 | Madonna                                      |
| 1990 | San Bartolomeo                               | Gianluca Concetti                            | Tulipano                                     |
| 1989 | Capodarco                                    | Giuseppe Prosperi                            | Frida                                        |
| 1988 | San Bartolomeo                               | Massimo Vita                                 | Max                                          |
| 1987 | Castello                                     | Giacomo Sandroni                             | Kabir                                        |
| 1986 | Molini Girola                                | Gianluca Concetti                            | El Bandido                                   |
| 1985 | Torre di Palme                               | Silvana Graup                                | Mandingo                                     |
| 1984 | Capodarco                                    | Paolo Ridolfi                                | Roy                                          |
| 1983 | Molini Girola                                | Marcello Quintili                            | King                                         |
| 1982 | Pila                                         | Rosita Quintili                              | Miseno                                       |

## Manifestazioni collaterali

### Contesa del Pallino
La Contesa del Pallino nasce nel 1984, anno in cui Guerrino Giampieri ed Emidio Sandroni pensarono di organizzare una gara di bocce fra le dieci contrade di Fermo. Il Direttivo del C.S.R. Tirassegno, con l'allora Presidente Sig. Renato Postacchini, e il Direttivo della bocciofila C.S.R.T. Fermana, con l'allora Presidente Marcello Simoni, chiesero l'autorizzazione al Consiglio di Cernita della Cavalcata dell'Assunta per poter organizzare questa manifestazione. Essa risulta pertanto essere la più antica tra le competizioni organizzate all'interno della Cavalcata dell'Assunta.

### Tiro al Canapo

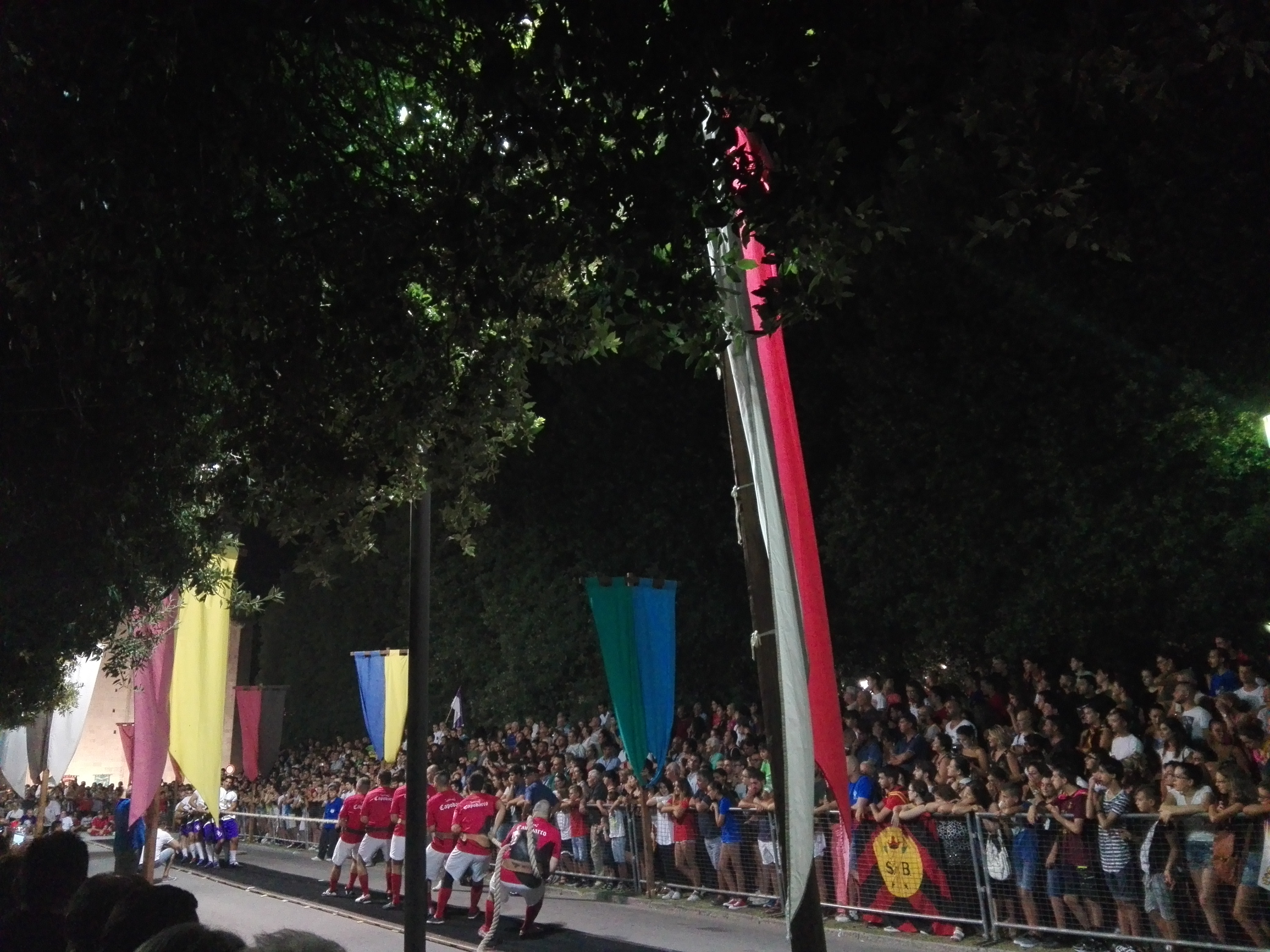
Tiro al Canapo

Nasce inizialmente come manifestazione a sé stante tra vari raggruppamenti che si formano in varie zone della città a cui partecipa la sola contrada San Bartolomeo. Spentasi in questo senso la manifestazione, dal 1986 vi vede invece impegnate tutte le contrade firmane. Si svolge oggi al Girfalco dove viene approntato l'apposito palco.

### Tiro per l'Astore

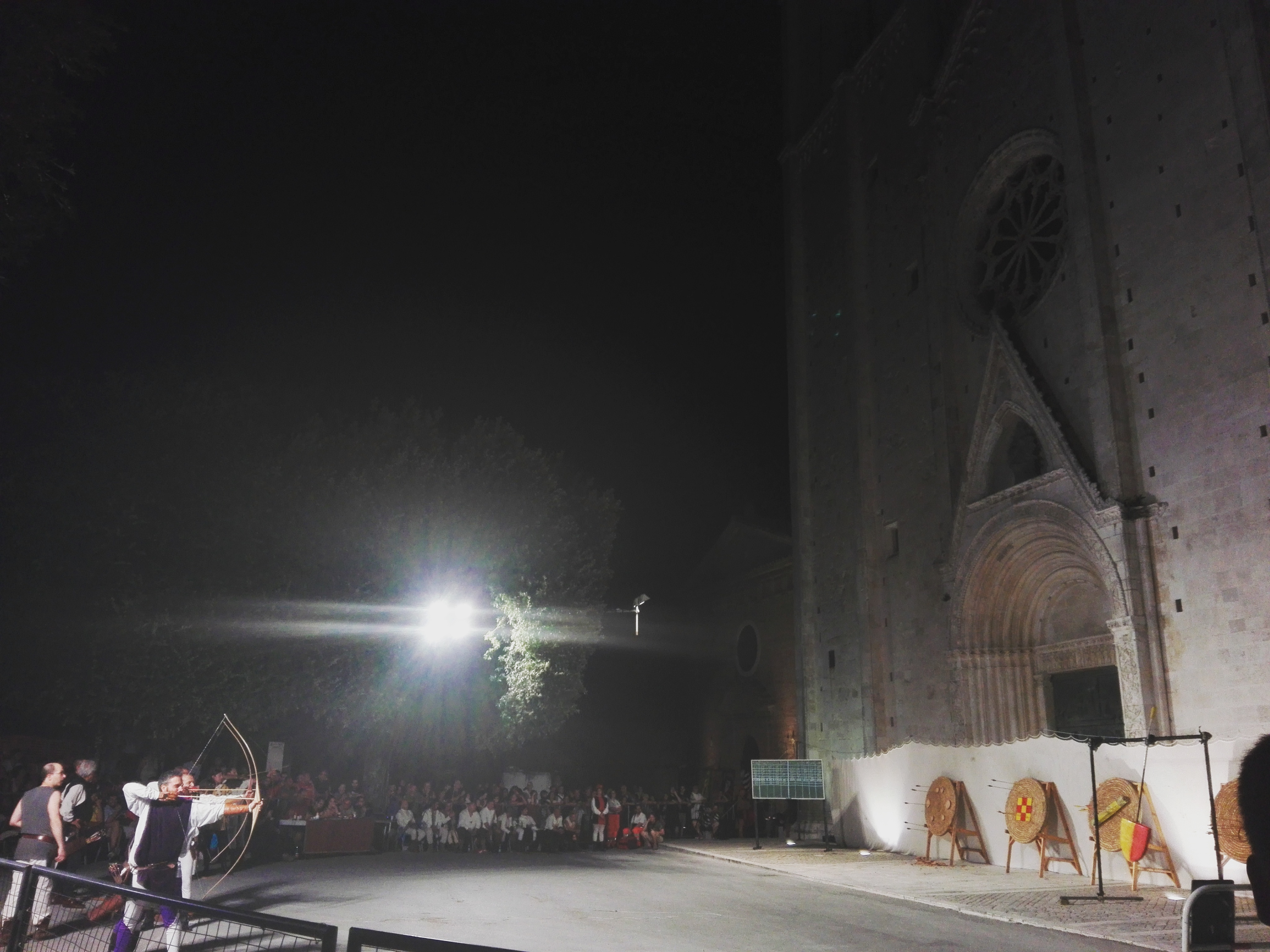
Tiro per l'Astore

Dal 1995 sul sagrato del Duomo di Fermo avviene il torneo di 'Tiro per l'astore', dove gli arcieri delle dieci contrade si contendono la vittoria.
In epoca medievale, l'arco veniva largamente utilizzato sia per la caccia che per i tornei indetti al fine di provare l'abilità degli arcieri. In ragione di ciò, ogni anno, in occasione della "Cavalcata dell'Assunta" e in concomitanza alle Hostarie medievali, le dieci contrade danno vita ad un torneo di “tiro all'astore”, che vede gli arcieri scelti da ognuna di esse impegnati a sfidarsi a vicenda presso il Girfalco, nel sagrato della Cattedrale.
La competizione nasce nel 1995. La società "Arcieri Firmum", da anni promotrice dell'evento, organizza il torneo annuale di tiro con l'arco storico per società e promuove "Il Palio degli Arcieri della Marca", che vede alcune città delle Marche, animate da una cavalleresca rivalità, competere con i loro migliori arcieri.

### Gallo d'Oro
Il Gallo d'Oro, istituito nel 2010, è la manifestazione che vede gareggiare tra loro i tamburini delle contrade. Il premio è ispirato al gallo-segnavento fatto collocare sul tetto dell'abside del Duomo dal signore di Fermo, Ludovico Migliorati, nel 1423. L'evento si svolge nella Piazza del Popolo.

## Statistiche

### Vittorie per Contrada
Di seguito il numero di palii vinti per ogni contrada e l'anno dell'ultima vittoria.
| Contrada            | Vittorie totali | Ultima vittoria |
| ------------------- | --------------- | --------------- |
| Torre di Palme      | 7               | 15 agosto 2024  |
| San Bartolomeo      | 6               | 15 agosto 2004  |
| Capodarco           | 5               | 15 agosto 2015  |
| Campiglione         | 5               | 15 agosto 2022  |
| Molini Girola       | 5               | 15 agosto 2025  |
| Campolege           | 4               | 15 agosto 2012  |
| Fiorenza            | 4               | 15 agosto 2018  |
| Castello            | 3               | 15 agosto 2017  |
| San Martino (nonna) | 2               | 15 agosto 2002  |
| Pila                | 2               | 15 agosto 2023  |